# DRL Coachlines
DRL Coachlines is een Canadees transportbedrijf dat actief is op het eiland Newfoundland. Het bedrijf verzorgt met zijn autobussen dagelijks in beide richtingen de 900 km lange verbinding tussen Channel-Port aux Basques in het westen en de hoofdstad St. John's in het oosten, met 21 tussenstops. De bussen volgen daarbij het eilandgedeelte van de Trans-Canada Highway (NL-1), een traject dat normaliter afgelegd wordt in 13,5 uur.
DRL is de enige aanbieder van trans-Newfoundlands personenvervoer. Het bedrijf vervoert via zijn bussen ook pakketten en brieven van en naar de in totaal 23 haltes. De bussen rijden iedere dag van het jaar, dus ook in weekends en op feestdagen.

## Geschiedenis
DRL was oorspronkelijk een firma die het laten charteren van bussen als verdienmodel had. Nadat de overheid stopte met het aanbieden van trans-Newfoundlands busvervoer via Terra Transport (sinds 1969 de gedeeltelijke opvolger van de Newfoundland Railway), sprong DRL in het ontstane vacuüm. Sinds 1996 biedt DRL daarom zijn diensten aan als dagelijks personenvervoerbedrijf. Oorspronkelijk waren er 23 tussenstops tussen St. John's en Channel-Port aux Basques, maar in de jaren 2010 werden de stops te Baie Verte Junction en Flat Bay Junction afgeschaft.
Begin jaren 2000 breidde de firma zich uit en ging ze ook busvervoer aanbieden in de provincies New Brunswick en Nova Scotia. De activiteiten aldaar werden echter na enkele jaren stopgezet.

## Haltes
| Stad/Dorp/Plaats                       | Locatie halte                                      |
| -------------------------------------- | -------------------------------------------------- |
| Channel-Port aux Basques               | Veerhaven Marine Atlantic                          |
| Doyles                                 | Mountain Side General Store                        |
| Robinsons Junction (splitsing NL-404)  | M&M Farming                                        |
| Stephenville                           | Canadian Tire Gas Bar                              |
| Corner Brook                           | Circle K aan Confederation Drive                   |
| Pasadena                               | Pasadena Convenience Plus                          |
| Deer Lake                              | Circle K                                           |
| Hampden Junction (splitsing NL-420)    | White Bay Convenience                              |
| Springdale Junction (splitsing NL-390) | Butt's Esso                                        |
| South Brook                            | Eddy's Restaurant                                  |
| Badger                                 | Loder's Irving                                     |
| Grand Falls-Windsor                    | Westwood Inn                                       |
| Bishop's Falls                         | Circle K                                           |
| Lewisporte                             | Brittany Inns Hotel                                |
| Gander                                 | Gander International Airport (restaurant)          |
| Gambo                                  | Chestnut Tree Cafe                                 |
| Eastport Junction (splitsing NL-310)   | Splash ’n’ Putt-Mary Brown's                       |
| Port Blandford                         | Rudy's Gas Bar                                     |
| Clarenville                            | Circle K                                           |
| Goobies                                | Circle K                                           |
| Whitbourne                             | Circle K                                           |
| Paradise                               | Circle K aan Topsail Road                          |
| St. John's                             | Memorial University of Newfoundland Student Center |